# Fritz Bing
Fritz Bing (auch: Siegfried Bing; * 12. Dezember 1882 in Nürnberg; † 30. September 1942 im KZ Auschwitz) war ein deutscher römisch-katholischer Rechtsanwalt und Opfer des Holocaust.

## Leben
Siegfried Bing wuchs als Sohn eines Hopfenhändlers in Nürnberg auf. Nach dem Abitur diente er von 1901 bis 1902 im 10. Feldartillerie-Regiment Erlangen. Er studierte Rechtswissenschaft an der Universität Würzburg und wurde 1908 mit der Arbeit Die Entwicklung des Nürnberger Stadthaushalts von 1806 bis 1906 (Deichert, Leipzig 1908) promoviert (Ausschnitt: Die Ausgaben Nürnbergs von 1806 bis 1906. Leipzig 1908). 1909 wurde er in Nürnberg als Rechtsanwalt zugelassen.
Nach der Verheiratung 1914 mit Margarethe Hachenburg (* 10. Mai 1890), der Tochter des renommierten Mannheimer Juristen Max Hachenburg, und nach seinem Kriegsdienst im Ersten Weltkrieg wechselte er 1918 von Nürnberg nach Mannheim und half seinem Schwiegervater in der juristisch-schriftstellerischen Arbeit, unter anderem für die fünfte Auflage des Kommentars zum GmbH-Gesetz (2 Bände De Gruyter, Berlin 1927).
Nachdem er 1922 die Familie als „freireligiös“ erklärt und 1928 seinen Vornamen in Fritz geändert hatte, trat er am 19. März 1932 mit seiner Frau und den Kindern Helmut (* 2. Dezember 1914), Albert Felix (* 20. Oktober 1919) und Heinz Wolfgang (* 9. Juni 1922) zum katholischen Glauben über. 1934 ging er mit der Familie von Mannheim nach Den Haag. Im Sommer 1942 wurde die Familie (mit Ausnahme von Helmut) von den Nationalsozialisten nach Auschwitz deportiert und dort ermordet.
Helmut Bing ging über Lille (École supérieure de journalisme de Lille) in die Schweiz und wurde unter dem Namen Jean-Michel Bing-Fromont französischer Offizier und später Pressechef der französischen Botschaft in Bonn. Er starb am 30. Januar 1989.

## Gedenken
Die deutsche Römisch-katholische Kirche hat Fritz Bing als Märtyrer aus der Zeit des Nationalsozialismus in das deutsche Martyrologium des 20. Jahrhunderts aufgenommen. 